# Сивомаскинский
Сивомаскинский (коми Сивӧй Маска) — посёлок в городском округе Воркута Республики Коми Российской Федерации. В 1957—1993 гг. посёлок городского типа.

## География
Расположена на северо-востоке республики, в Большеземельской тундре, на берегу реки Уса, при железнодорожной линии Котлас — Воркута.
Относится к районам Крайнего Севера.

## История
В 1957 году Сивомаскинский получил статус посёлка городского типа. С 1993 года — сельский населённый пункт.
Возглавлял посёлок Сивомаскинский сельсовет, куда входил и посёлок Мескашор. В 2006 году включён в образованное, согласно Закону Республики Коми от 6 марта 2006 года № 13-РЗ «Об административно-территориальном устройстве Республики Коми», в административно-территориальное образование «город республиканского значения Воркута с подчинённой ему территорией».

## Население
| 1959 | 1970  | 1979  | 1989  | 2010 |
| ---- | ----- | ----- | ----- | ---- |
| 3533 | ↘2639 | ↘2197 | ↘2119 | ↘525 |

### Национальный и гендерный состав
Согласно результатам переписи 2002 года, в национальной структуре населения русские составляли 69 % из 627 чел., из них 298 мужчин, 329 женщин.

## Инфраструктура
Основа экономики — обслуживание путевого хозяйства Северной железной дороги. Действует железнодорожная станция Сивая Маска.
Действует школа № 44.

## Транспорт
Деревня доступна железнодорожным транспортом.